# 冯应京
馮應京（1555年—1606年），字可大，號慕岡，安徽鳳陽府泗州卫人。生于凤阳盱眙县（今属江苏省），萬曆進士，曾任湖廣監察御史，在湖北以“维护风化”为名彈劾泉州思想家李卓吾，又指使歹徒焚毁李卓吾所居之龙湖芝佛院，毁坏李预为藏骨的灵骨塔。後因案入獄，以利瑪竇勸告，归依天主教。

## 生平
馮應京生于嘉靖三十四年乙卯（1555年）五月二十一日，八歲其父卒于官，事母至孝。
萬曆十九年（1591年）辛卯科應天府鄉試舉人，萬曆二十年（1592年）聯捷壬辰科二甲五十名進士，吏部观政，同年秋以母老请假归，次年，其母病逝，守丧三年。二十四年（1596年）授戶部主事，督饷蓟辽。二十五年朝鲜之役起，调任兵部主事，二十七年升职方司员外郎。萬曆二十八年（1600年），任湖廣僉事，整饬武昌兵备，分巡武昌、漢陽、黃州。生性耿直，“不事空言，为淮西人士之冠”。在其《月令广记》中讲“工商皆本”。
後因彈劾税监陈奉太監事，反遭陈奉控告，萬曆二十九年（1601年）二月湖广收税御马监监丞陈奉弹劾冯应京违抗明旨，阻挠税务，遂被革职为民。又因科道官员纷纷上疏求情，萬曆帝震怒，令锦衣卫逮送京城，二十九（1601年）年九月二十三日「入囚燕京」，冯应京被逮捕时，百姓“拥槛车号哭，车不得行”。後來，湖廣、武漢、黃州等府有百姓耆老李之用等一起向萬曆皇帝上書為馮應京求情，指「馮應京之忠節，陳奉之貪墨，皆不可枚舉，應京遭誣被逮，百姓如失慈母...」，但最後萬曆皇帝對此不作批覆。
入鎮撫司獄，拷讯关押，利玛窦多次去狱中探视，獄中皈依天主教。萬曆三十二年（1604年）九月乙丑（1604年10月10日）发生客星之变，數日後被释放，枣阳县令王之翰則死獄中。
应京系狱四年，读书不辍，勒成《经世实用编》，三十二年甲辰放归，萬曆三十四（1606年）年正月二十日（新曆2月26日）卒於家，享年五十二歲。天启二年赠太常寺少卿，吏部录赠恤诸臣，应京为首，谥曰恭节。

## 家族
曾祖馮寶。祖馮暠。父冯世登官广东顺德训导，祀乡贤。

## 延伸阅读
[在维基数据编辑]
 《明史卷二百三十七》，出自《明史》